# Weißenborn (Ottrau)
Weißenborn ist ein Ortsteil von Ottrau im hessischen Schwalm-Eder-Kreis und hat circa 377 Einwohner.

## Geographie
Weißenborn liegt etwa vier Kilometer nordöstlich von Ottrau und ist der höchstgelegene Ortsteil der Gemeinde. Das Dorf schmiegt sich an die Ausläufer des Knüllgebirges, dessen allmählich flacher werdende Hügel ganz malerisch 'Kirschenwald', ganz archaisch 'Kalkberg' und ganz bedrohlich-historisch 'Räuberswald' heißen. Die höchste Erhebung ist der 533 m ü. NN hohe Kalkberg, der südlichste Berg des Knüllgebirges. Er verbindet den Hochknüll mit dem Rimberg.

## Geschichte
Weißenborn wurde 1309 zum ersten Mal als „Wisenburn“ urkundlich erwähnt.
Im Lauf der Jahrhunderte erfuhr der Ort zahlreiche Namensänderungen. Zwischenzeitlich hieß er „Wiesenbrunn“, woraus sich allmählich der Name Weißenborn entwickelte. 
Am 1. April 1972 wurde Weißenborn in die Gemeinde Ottrau eingegliedert.
Der Verein Universi Villani Weißenborn e. V., dessen Mitglieder sich der Wahrung der Traditionen des Ortes verschrieben haben, veranstaltete im Jahr 2009 die Feierlichkeiten zum 700-jährigen Jubiläum des Dorfes.

## Bauwerke
Die Kirche in Weißenborn stammt im Kern aus der Romanik (monolithisches Rundbogenfenster aus circa 1200). Sie wurde um 1300 verändert und erhielt vermutlich zeitgleich mit der Kirche in Hauptschwenda, die sich im selben Kirchspiel befand, ein spätgotisches Seitenportal. 
Wahrscheinlich ist die Kirche in Weißenborn die älteste Kirche der Gemeinde Ottrau. Ab 1735 wurde sie zu einer schlichten Predigtkirche in barockem Stil umgestaltet. Der Altarunterbau, der Taufständer und das Wandkreuz sind im Jahr 2004 aus Edelstahl gefertigt worden. 
Eine Besonderheit ist die Chororgel des zu seinen Lebzeiten ortsansässigen Orgelbauers Peter Battenberg, die um 1913 als Hausorgel gebaut wurde. 
Fast einhundert Jahre nach der Entstehung dieses historischen Instrumentes schenkte die Ehefrau des bereits verstorbenen Enkelsohnes Ernst Battenberg (zugleich Erbe des Orgelbauers) das  Instrument dem Kirchspiel Olberode zur freien Verwendung. Dass die Orgel  ihren  Ehrenplatz in der Kirche Weißenborns fand, hat die ehemalige Besitzerin Liesel Battenberg sehr gefreut. Vom gleichen Orgelbauer stammen auch die Orgeln in den Kirchen von Christerode und Bieben.

## Kultur und Sehenswürdigkeiten
Im direkt am Ortsrand gelegenen, sehr idyllischen Naturschutzgebiet am Kalkberg wachsen zahlreiche Arten von wilden Orchideen.
Ein wenig außerhalb Weißenborns gibt es einen romantischen Platz mit einem kleinen Teich, der von den Einwohnern „Gänskutt“ genannt wird. Wie der Name vermuten lässt, wurden hier in früheren Zeiten Gänse gehütet.

## Sport
Weißenborn hat drei Sportvereine. Den SV 1968 e. V. Weißenborn, den TTC Weißenborn und die Kickers Weißenborn.